# Takafumi Ogura
Takafumi Ogura (japonsko 小倉 隆史), japonski nogometaš in trener, 6. julij 1973.
Za japonsko reprezentanco je odigral 5 uradnih tekem.